# Simone Brocard
Simone Brocard (1752 – fallecida después de 1784), fue una comerciante de esclavos de la colonia francesa de Saint-Domingue. Ha sido referida como la mejor documentada mujer libre de color en Cap-Francais de su generación.
Brocard era miembro de la clase social de personas de color libres en Saint-Domingue. Tenía dos hijas con un hombre blanco, y parece haber pertenecido al grupo de ricas mujeres de color empresarias de la colonia que habían sido amantes mediante plaçage de un hombre blanco, que las dejaba con capital suficiente para empezar su negocio propio después de la terminación de la relación. En 1772, se destaca que Brocard era una rica e independiente mujer de negocios en la colonia, y sus transacciones comerciales se han conservado en su mayor parte y son objeto de investigación. Era principalmente una comerciante de esclavos, cuya línea principal de negocio era la compra y venta de esclavos de y a clientes de la clase de personas libres de color, principalmente mujeres.